# Сердежка
Сердежка — река в России, протекает в Уржумском и Лебяжском районах Кировской области. Устье реки находится в 16 км по правому берегу реки Байса. Длина реки составляет 14 км.
Исток реки расположен южнее деревни Новокрюково в 22 км к северо-западу от Уржума. Река течёт на северо-восток и северо-запад, на берегах реки деревни Новокрюково, Смышляево. Впадает в Байсу у деревень Большой и Малый Сердеж.

## Данные водного реестра
По данным государственного водного реестра России относится к Камскому бассейновому округу, водохозяйственный участок реки — Вятка от города Котельнич до водомерного поста посёлка городского типа Аркуль, речной подбассейн реки — Вятка. Речной бассейн реки — Кама.
По данным геоинформационной системы водохозяйственного районирования территории РФ, подготовленной Федеральным агентством водных ресурсов:
- Код водного объекта в государственном водном реестре — 10010300412111100037877
- Код по гидрологической изученности (ГИ) — 111103787
- Код бассейна — 10.01.03.004
- Номер тома по ГИ — 11
- Выпуск по ГИ — 1